# فیل آفریقایی

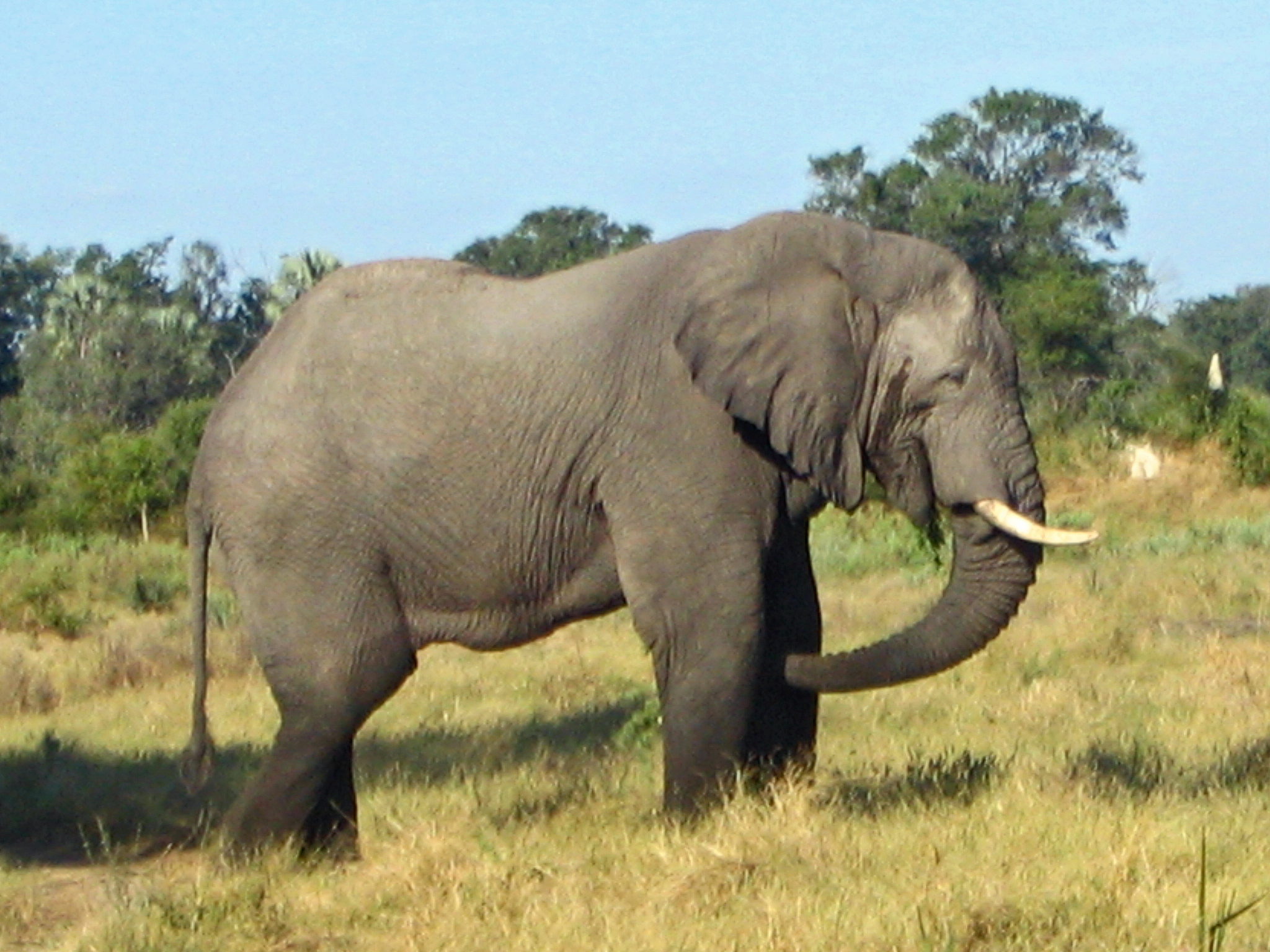
فیل آفریقایی در بوتسوانا.

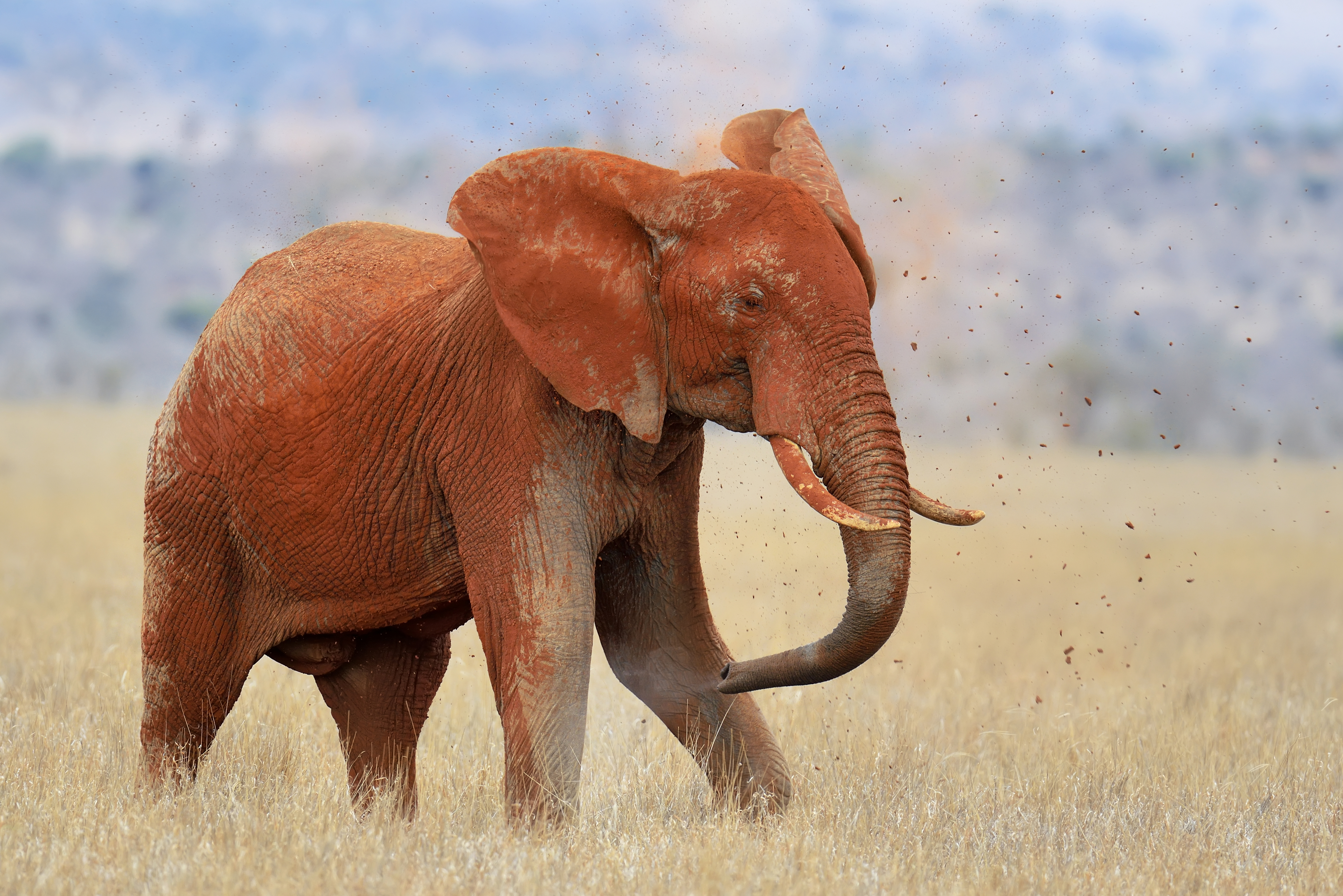
نگاره‌ای از یک فیل آفریقایی در پارک ملی ساوو شرقی. فیل‌های آفریقایی برای فرار از حرارت آفتاب و مزاحمت حشرات، با استفاده از خرطوم خود، بر روی سر و پشت خود خاک و یا گِل می‌پاشند.

فیل آفریقایی یکی از دو گونه فیل موجود در حاضر است. فسیل این گونه تنها در آفریقا یافت شده است، جایی که در آن در دوره پلیوسن میانی تکامل یافته است.
شمار فیل‌های آفریقایی در سال ۲۰۱۵ حدود ۴۲۰ هزار تخمین زده شده بود. در آفریقا سالانه حدود ۳۰ هزار فیل آفریقایی برای فروش عاج‌شان کشته می‌شوند.

## خطر انقراض
بر اساس گزارش ماه مارس ۲۰۱۵، اتحادیه بین‌المللی حفاظت از طبیعت شکار غیرقانونی فیل های آفریقایی در سال ۲۰۱۴ نسبت به سال قبل از آن تغییری نکرده و فیل ها با سرعتی بیشتر از سرعت طبیعی زاد و ولد خود کشته می شوند. در چهار سال گذشته بیش از صدهزار فیل کشته شده اند و با ادامه این روند نسل این حیوان در یک یا دو دهه آینده منقرض خواهد شد.
عاج فیل در کشور مبدا، کیلویی صد دلار به واسطه‌ها فروخته می شود، اما زمانی که به چین یا تایلند می‌رسد کیلویی ۲۱۰۰ دلار قیمت پیدا می کند. عاج فیلها بیشتر از کنیا و تانزانیا به کشورهای واسط مانند مالزی، ویتنام و فیلیپین منتقل می‌شود تا از آنجا به چین و تایلند برده شوند.